# Фияксель, Эдуард Аркадьевич
Эдуард Аркадьевич Фияксель (род. 28 июня 1952, Горький (город)) — российский ученый, доктор экономических наук, профессор, предприниматель, бизнес-ангел, заведующий кафедрой венчурного менеджмента, Проектно-учебной лабораторией «Управление инновационными системами», Центром предпринимательства НИУ ВШЭ — Нижний Новгород.

## Биография
Эдуард Аркадьевич Фияксель родился 28 июня 1952 года в Горьком, в семье участника Великой Отечественной войны Аркадия Матвеевича Фиякселя (1924—2008) и Доры Иделевны Фияксель.
В 1974 году окончил с отличием Горьковский государственный университет им. Н. И. Лобачевского по специальности «полупроводники и диэлектрики».
Профессиональную деятельность начал в научно-исследовательском институте ВНИИМП «Сириус», где проработал до 1983 г. Параллельно окончил аспирантуру в Киевском институте полупроводников.
1983-1990 гг работал в Горьковском инженерно-строительном институте заведующим лабораторией и старшим преподавателем, в 1989 г. получил ученую степень кандидата физико-математических наук.
В 1988 г. создал один из первых кооперативов в Нижнем Новгороде.
1990-1993 гг. работал в ассоциации МИЦ «Безотходная технология», где была создана российская экологическая программа «Возрождение Волги».
1993-1998 — председатель правления Нижегородского земельного банка.
1996 году — окончил Институт переподготовки и повышения квалификации кадров по финансово-банковским специальностям Финансовой академии при Правительстве РФ, специальность «банковское дело».
С 1998 г. запускает разноплановые бизнес-проекты: создает фирму ООО ФК «РосАвто» — дилера ГАЗа, «Нижегородский Центр Моды» — сеть магазинов модной одежды, первую в городе сеть кабельного телевидения ООО «Информсервис», торговый дом «Русский стиль».
С 2005 г. — заведующий кафедрой венчурного менеджмента НИУ «Высшая школа экономики».
с 2006 г. по ноябрь 2013 г. Председатель Совета директоров компании «Мега Макс» (системный интегратор телекоммуникационных сетей на основе волоконно-оптической линии) (в ноябре 2013 г."МегаМакс" продана компании Trivon (работающей в России под брендом Virgin Connect).
В 2006 г. становится инициатором создания и президентом Ассоциации бизнес-ангелов «Стартовые инвестиции».
с 2007г. — член экспертного совета по отбору субъектов Нижегородского инновационного бизнес-инкубатора (НИБИ).
В 2007-2010 гг. — заведующий кафедрой маркетинга НИУ ВШЭ-Нижний Новгород
В 2008 г. защитил докторскую диссертацию.
2010-2014 гг. — член Консультативного совета РВК.
2012 — 2015 гг. — председатель Административного совета в НАБА (Национальная Ассоциация бизнес-ангелов).
В 2018 году компания «РосАвтоСтрой» обратилась в суд с иском о взыскании с Фиякселя 90,7 млн руб. Не сумев оспорить решение суда, годом позднее Фияксель был признан банкротом арбитражным судом Нижегородской области.

## Научные интересы
Бизнес-моделирование, корпоративные венчурные системы, частное венчурное инвестирование, венчурный бизнес, формирование и развитие инновационных систем, подготовка инновационных менеджеров, выращивание малых инновационных компаний, прямой маркетинг, маркетинг инноваций, активные продажи.

## Звания и награды
Победитель в номинации «Лучший лидер группы бизнес-ангелов России» Второго всероссийского съезда бизнес-ангелов по итогам 2009 года.
Лауреат международного конкурса «Предприниматель года — 2010» в России в номинации «За развитие предпринимательства».
Возглавляемая Фиякселем Э. А., Ассоциация бизнес-ангелов «Стартовые инвестиции» на XI Ежегодном Конгрессе Европейской ассоциации бизнес-ангелов (ЕАБА) (Москва 23-24 апреля 2012 г.) по результатам 2011 года стала номинантом в категории «Прорыв года в услугах для бизнес-ангелов» и обладателем Специального приза «За Смелость и Инновационность»
Благодарность НИУ ВШЭ — Нижний Новгород (май 2012).
На III Ежегодной премии Национальной ассоциации бизнес-ангелов (Москва, 2—3 октября 2013 г.), Ассоциация бизнес-ангелов «Стартовые инвестиции» — победитель в номинации «Синдицированная сделка»
Благодарственное письмо Правительства Нижегородской области (август 2016)
Регулярно входит на лидирующих позициях в рейтинги российских бизнес-ангелов,,.

## Видеозаписи выступлений, интервью
1. Эдуард Фияксель: как выучиться на бизнесмена
2. Эдуард Фияксель: бизнес-ангелы — не ангелы.
3. Выступление Эдуарда Фиякселя на TEDxYuriGagarinBlvd
4. Лекция Эдуарда Фиякселя «Венчурное инвестирование в России»
5. Эдуард Фияксель о традиционном и нетрадиционном бизнесе
6. Эдуард Фияксель: многие плохо понимают — что такое инновации (ч. 1)
7. Эдуард Фияксель: многие плохо понимают — что такое инновации (ч. 2)

### Книги
- Фияксель Э. А. Теория, методы и практика венчурного бизнеса. — СПб.: Издательство СПбГУЭФ, 2006.
- Фияксель Э. А. Двадцать уроков венчурного бизнеса. — СПб.: Издательство СПбГУЭФ, 2006.
- Альтшулер И. Г., Фияксель Э. А. «Куб инноваций» и палитра инноваторов. Идеи, проекты, уроки и комментарии. — М.: Дело, 2007.
- Фияксель Э. А. Инновации. Что делать? — М.: ИРИС ГРУПП, 2011.

### Учебные пособия
- Фияксель Э. А., Мокров А. В. Маркетинг венчурных проектов. Учебно-методическое пособие. — Н. Новгород : Стимул-СТ, 2007.
- Фияксель Э. А. Венчурный бизнес и прямые частные инвестиции. Курс лекций. — Н. Новгород : Стимул-СТ, 2007
- Фияксель Э. А., Сысоева А. А., Назаров М. Г., Шубнякова Н. Г. Венчурный бизнес и прямые частные инвестиции: сборник кейсов по курсу Ч. 1. — Н. Новгород : СВОП — ГУ ВШЭ — РИО центр, 2010.
- Рогова Е. М., Ткаченко Е. А., Фияксель Э. А. Венчурный менеджмент. — М.: Издательский дом НИУ ВШЭ, 2011.